# Brückl

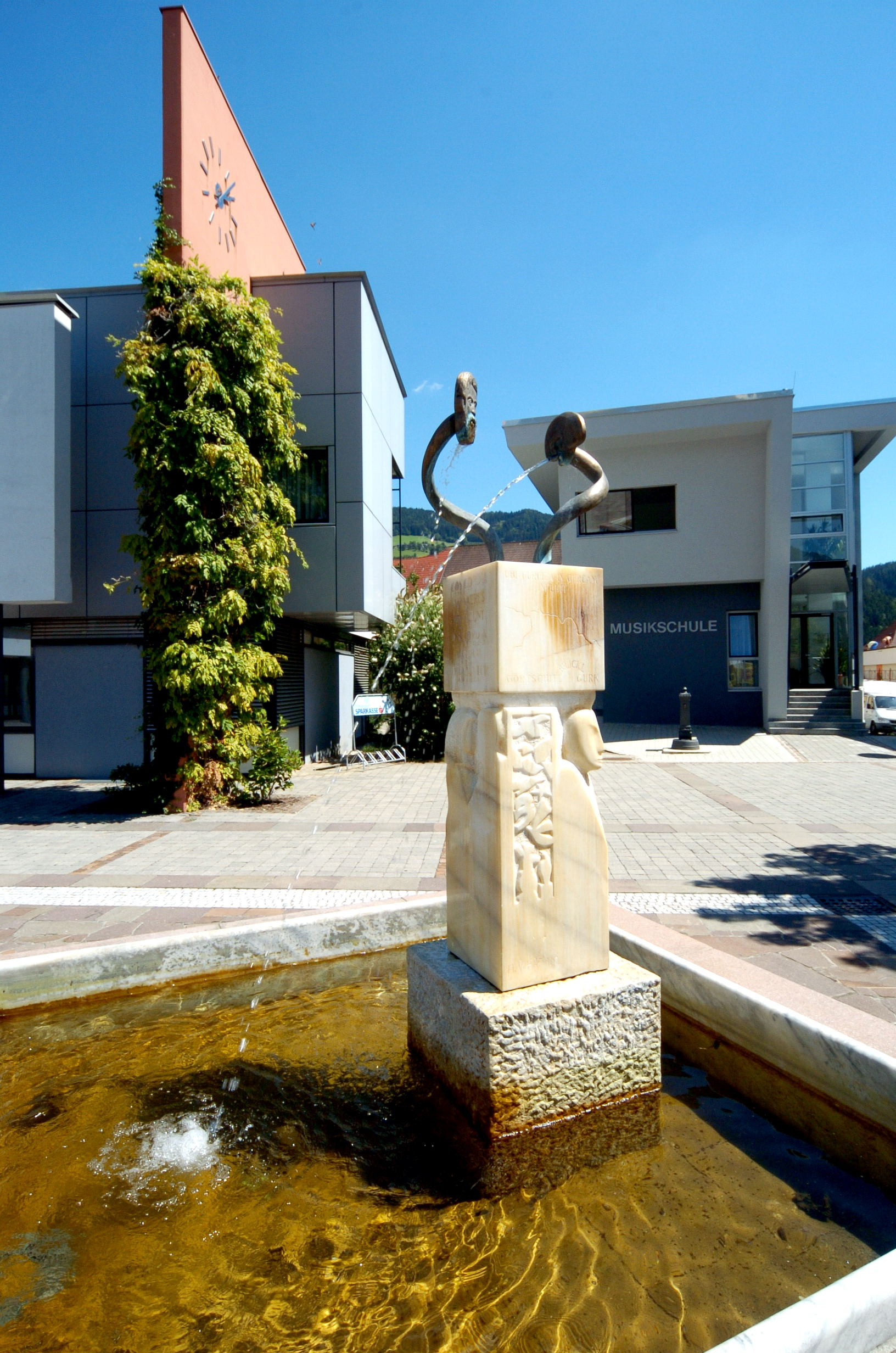
Brückler Hauptplatz mit Brunnen

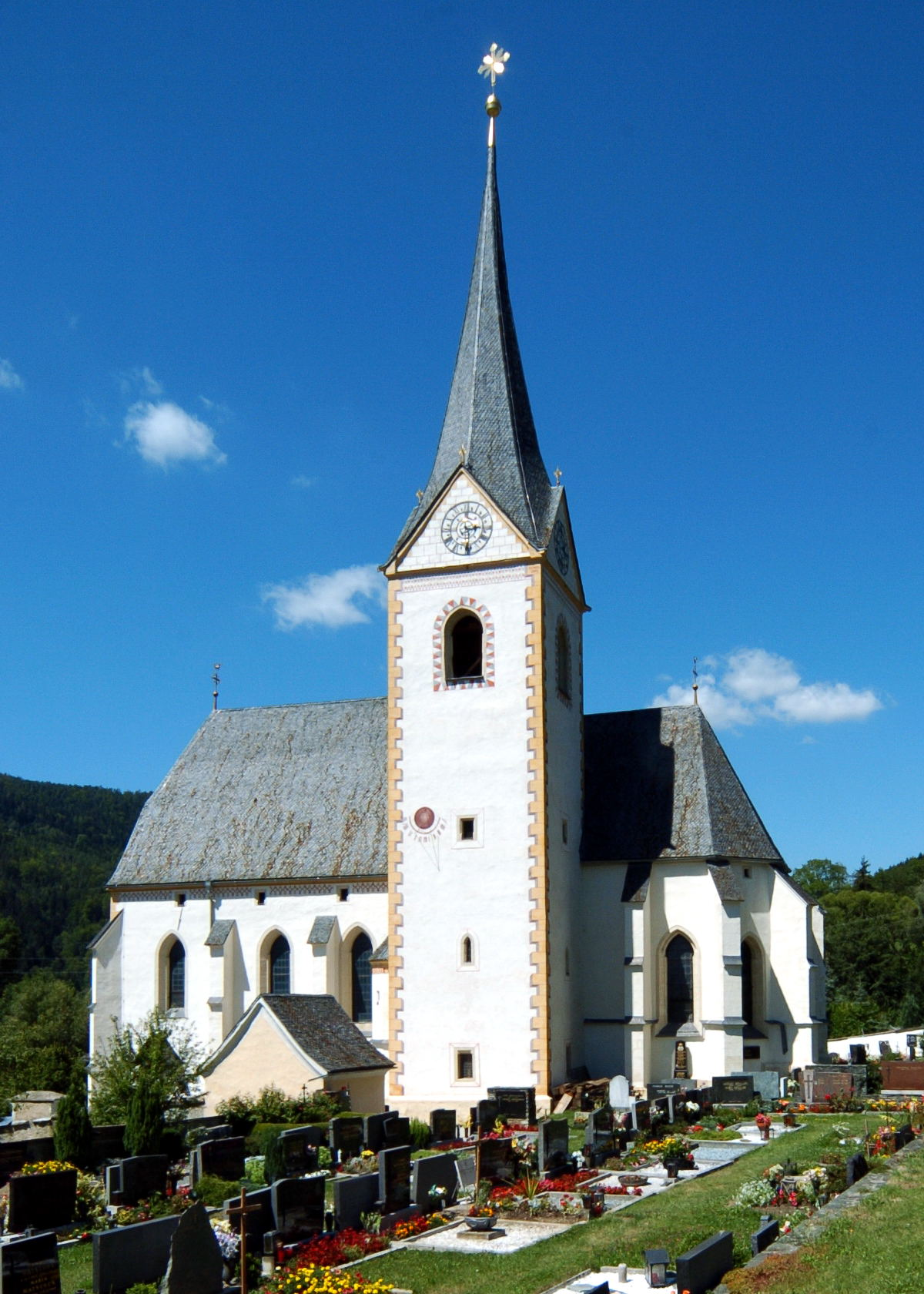
Pfarrkirche hl. Johannes der Täufer

Brückl (slowenisch Mostič) ist eine Marktgemeinde mit 2757 Einwohnern (Stand 1. Jänner 2024) im Bezirk St. Veit an der Glan in Österreich, im Bundesland Kärnten.

## Geographie
Der Markt Brückl liegt an der Mündung der Görtschitz in die Gurk, zwischen Magdalensberg und Saualpe. Das Gemeindegebiet erstreckt sich im Osten des Marktes auf die Saualpe, im Süden entlang der Gurk und auf den Hügeln des Magdalensberges.

### Gemeindegliederung

#### Katastralgemeinden
Die Marktgemeinde ist in die fünf Katastralgemeinden Brückl, Johannserberg, Labegg, St. Filippen und Schmieddorf gegliedert.

#### Ortschaften
Das Gemeindegebiet umfasst folgende 20 Ortschaften (in Klammern die traditionellen/historischen slowenischen Ortsnamen sowie die Einwohnerzahlen Stand 1. Jänner 2024):
- Brückl (Mostič) (1538) samt Brückl-Hangsiedlung und Chlorfabrik
- Christofberg (Krištofova gora, dialektal Krištof) (33)
- Eppersdorf (59)
- Hart (Dobrava) (22)
- Hausdorf (68)
- Johannserberg (Šentjanška gora) (45)
- Krainberg (Strmec) (6)
- Krobathen (Hrovače) (309)
- Labegg (15)
- Michaelerberg (14) samt Wordianz
- Oberkrähwald (Zgornje Hreble) (13)
- Ochsendorf (Dešinje) (102)
- Pirkach (24)
- Salchendorf (Žalha vas) (48)
- St. Filippen (Šentlipš) (291)
- St. Gregorn (Baren) (28)
- St. Ulrich am Johannserberg (Šenturh na Šentjaški gori) (61)
- Schmieddorf (Kovače) (30)
- Selesen (Železen) (37)
- Tschutta (Čuta) (14)

#### Zählsprengel
Die Gemeinde wird für statistische Zwecke in die Zählsprengel 000 Brückl-Schmieddorf (umfasst die Ortschaften Brückl und Schmieddorf) und 001 Brückl-Umgebung (umfasst alle anderen Ortschaften der Gemeinde) unterteilt.

### Nachbargemeinden
| Sankt Georgen am Längsee | Eberstein                                   |             |

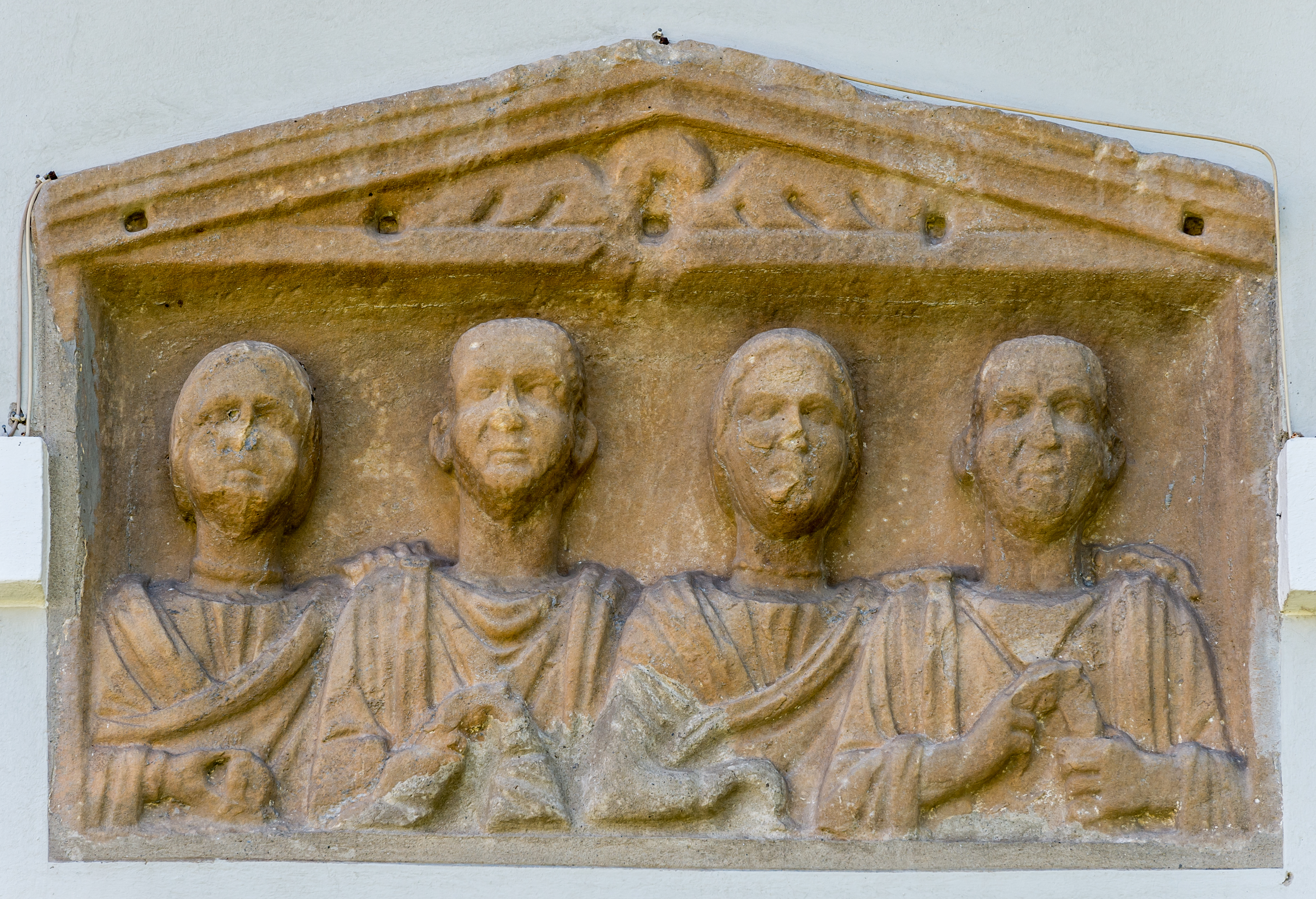
Römischer Nischenportraitgrabstein

|                          | Kompassrose, die auf Nachbargemeinden zeigt | Diex        |
| Magdalensberg            | Poggersdorf                                 | Völkermarkt |

## Geschichte
Bodenfunde (Waffen, Statuen, Münzen) weisen auf die Anwesenheit von Römern hin; im Pfarrhof im Hauptort Brückl ist ein spätantikes Relief mit vier Brustbildern (Doppelgrabstein) eingemauert. Die älteste urkundliche Nennung der Gegend um Brückl stammt aus dem Jahr 831, als Ludwig der Deutsche diesen Landstrich dem Erzstift Salzburg schenkte. 927 wurde die Kirche St. Lorenzen oberhalb von Brückl erstmals erwähnt.
Der heutige Hauptort Brückl hieß bis in die Mitte des 16. Jahrhunderts Görtschitz oder Görtschach und war eine Enklave des Bistums Lavant und Mautstelle. 1548 wurde er nach dem Patrozinium der Pfarrkirche und nach einer Brücke über die Görtschitz St. Johann am Brückl genannt, und das wurde bei Gründung der Ortsgemeinden Mitte des 19. Jahrhunderts auch der Name der Gemeinde, bis der Name 1915 auf Brückl reduziert wurde. 1865 wurde die bis dahin selbständige Gemeinde St. Filippen aufgelöst und an die Gemeinde Brückl angeschlossen. Zugleich wurde die Katastralgemeinde St. Walburgen, die bis dahin zur Gemeinde Eberstein gehört hatte, an die Gemeinde Brückl angeschlossen. Doch 1887 kam St. Walburgen wieder zurück an die Gemeinde Eberstein.
Ab dem Spätmittelalter gab es an der Stelle des heutigen Kettenwerkes ein Hammerwerk, das Eisenerz aus Hüttenberg verarbeitete und 1838 in ein Eisengusswerk mit einem Maschinenkonstruktionsbüro umgewandelt wurde. Das 1869 gegründete Kettenwerk war Hauptlieferant der k. u. k. Marine, während die Maschinenfabrikation 1886 eingestellt wurde. Im 20. Jahrhundert siedelte sich außerdem die chemische Industrie in Brückl an.
1963 erhielt Brückl das Recht zur Führung der Bezeichnung Marktgemeinde. 1973 wurde ein kleines Gebiet um den Hof Wordianz, das zuvor zur Gemeinde Waisenberg gehört hatte, an die Gemeinde Brückl angeschlossen.

## Kultur und Sehenswürdigkeiten

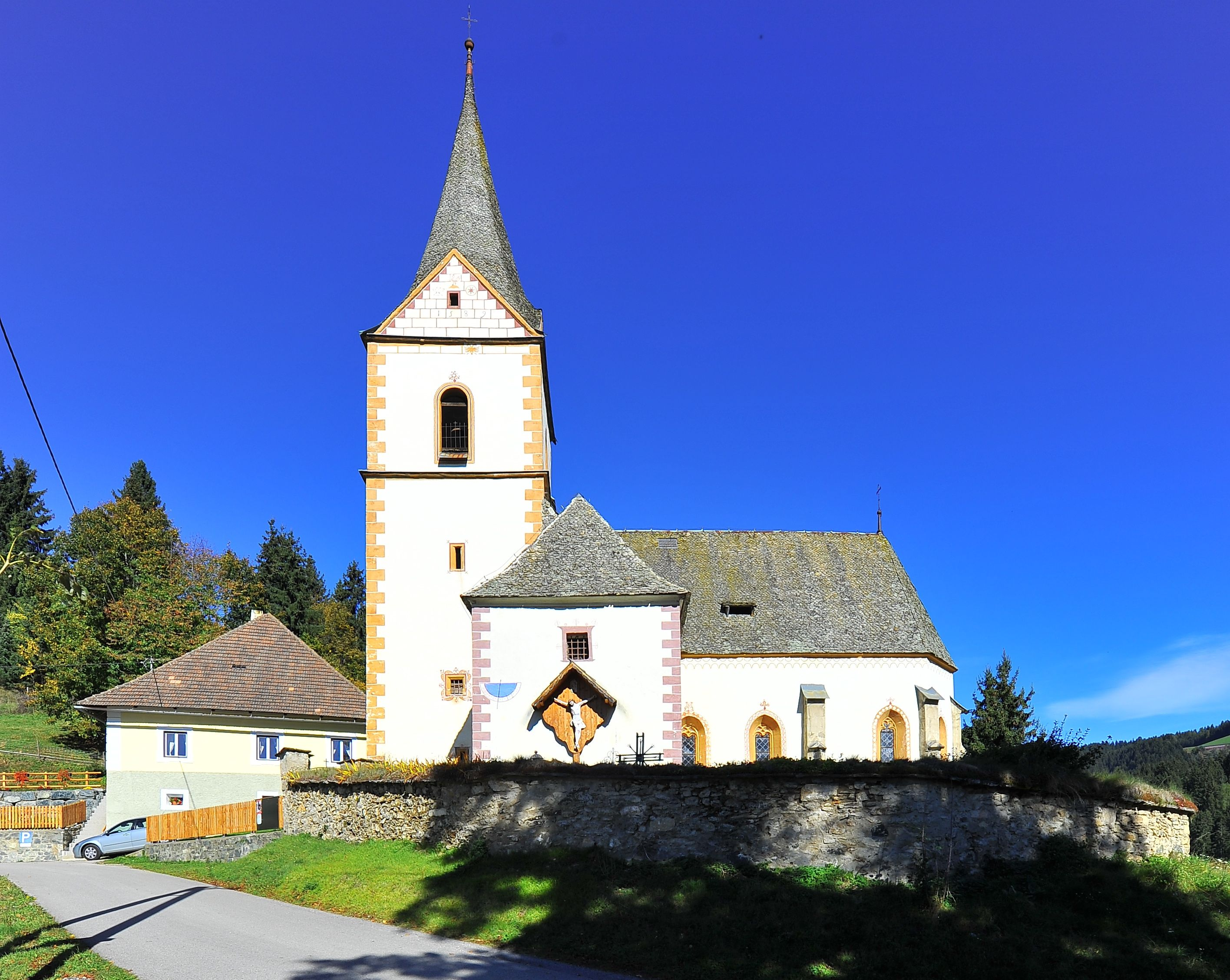
Pfarrkirche St. Ulrich am Johannserberg

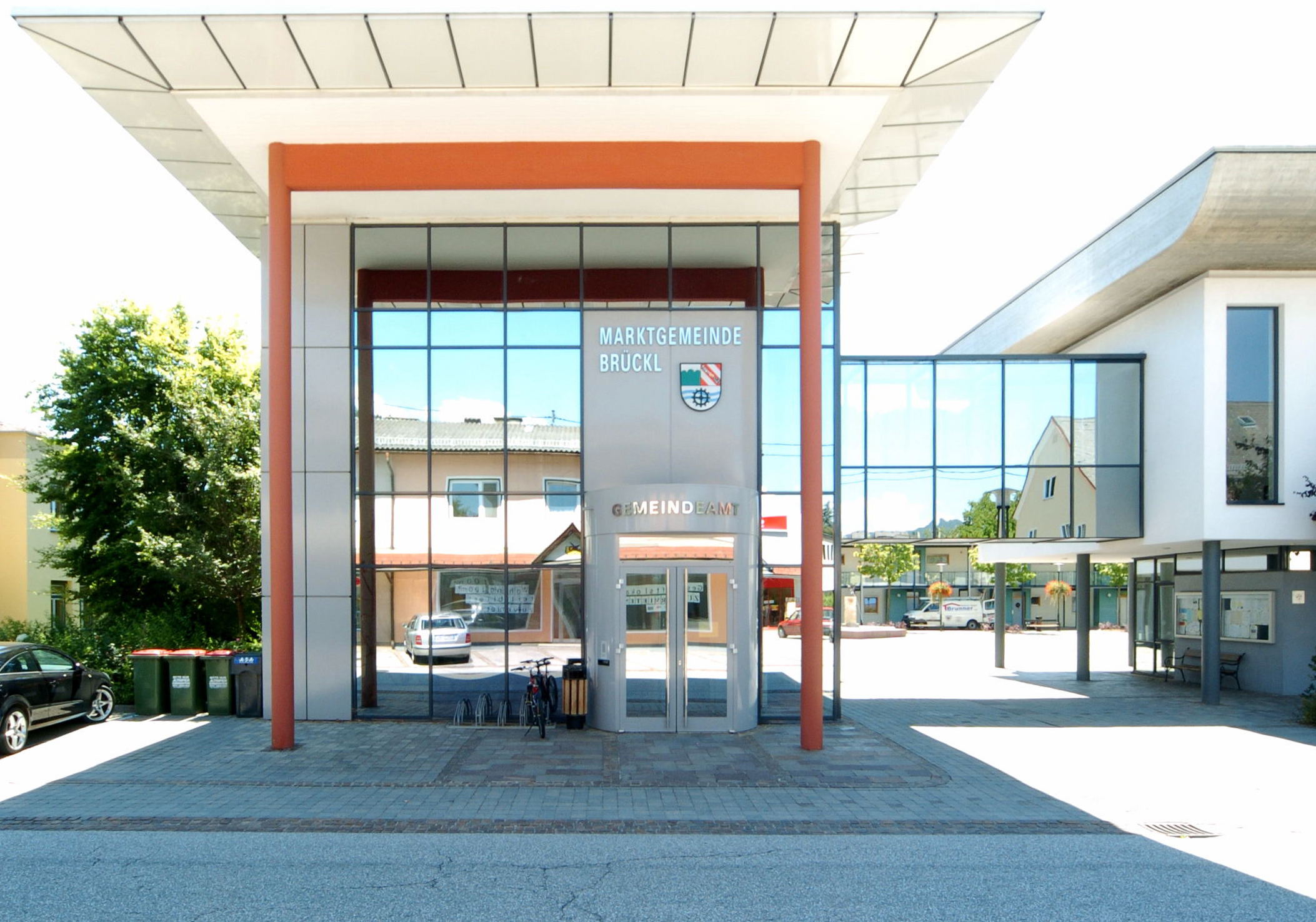
Marktgemeindeamt Brückl

- Pfarrkirche hl. Johannes der Täufer
- Pfarrkirche St. Filippen Hll. Philippus und Jakobus
- Pfarrkirche St. Ulrich am Johannserberg
- Kirche St. Lorenzen am Johannserberg
- Filialkirche heiliger Andreas in Gretschitz am Johannserberg
- Filialkirche Christofberg
- Filialkirche „14 Nothelfer“ in Selesen
- Schloss Eppersdorf

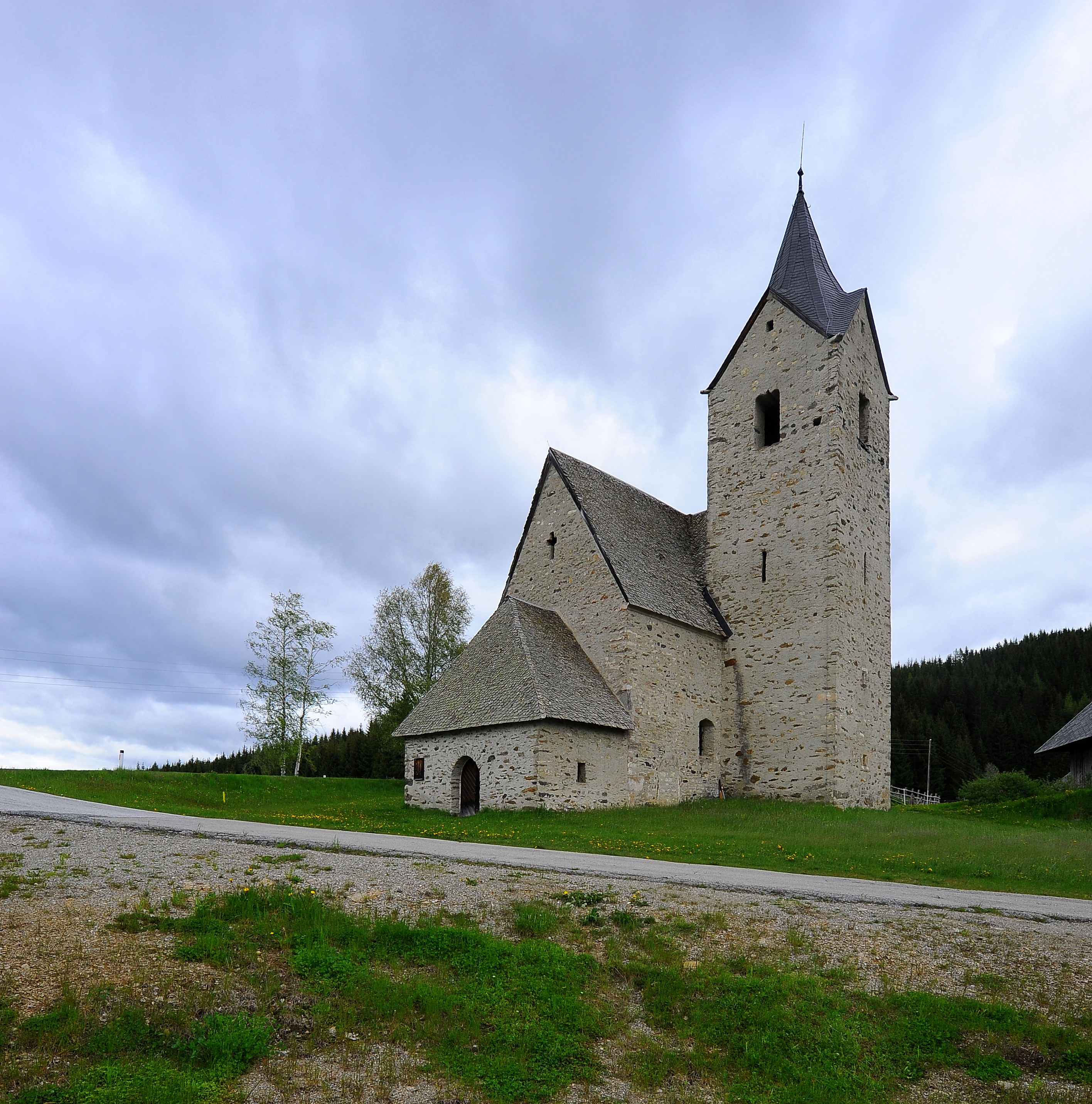
Filialkirche heiliger Andreas in Gretschitz am Johannserberg
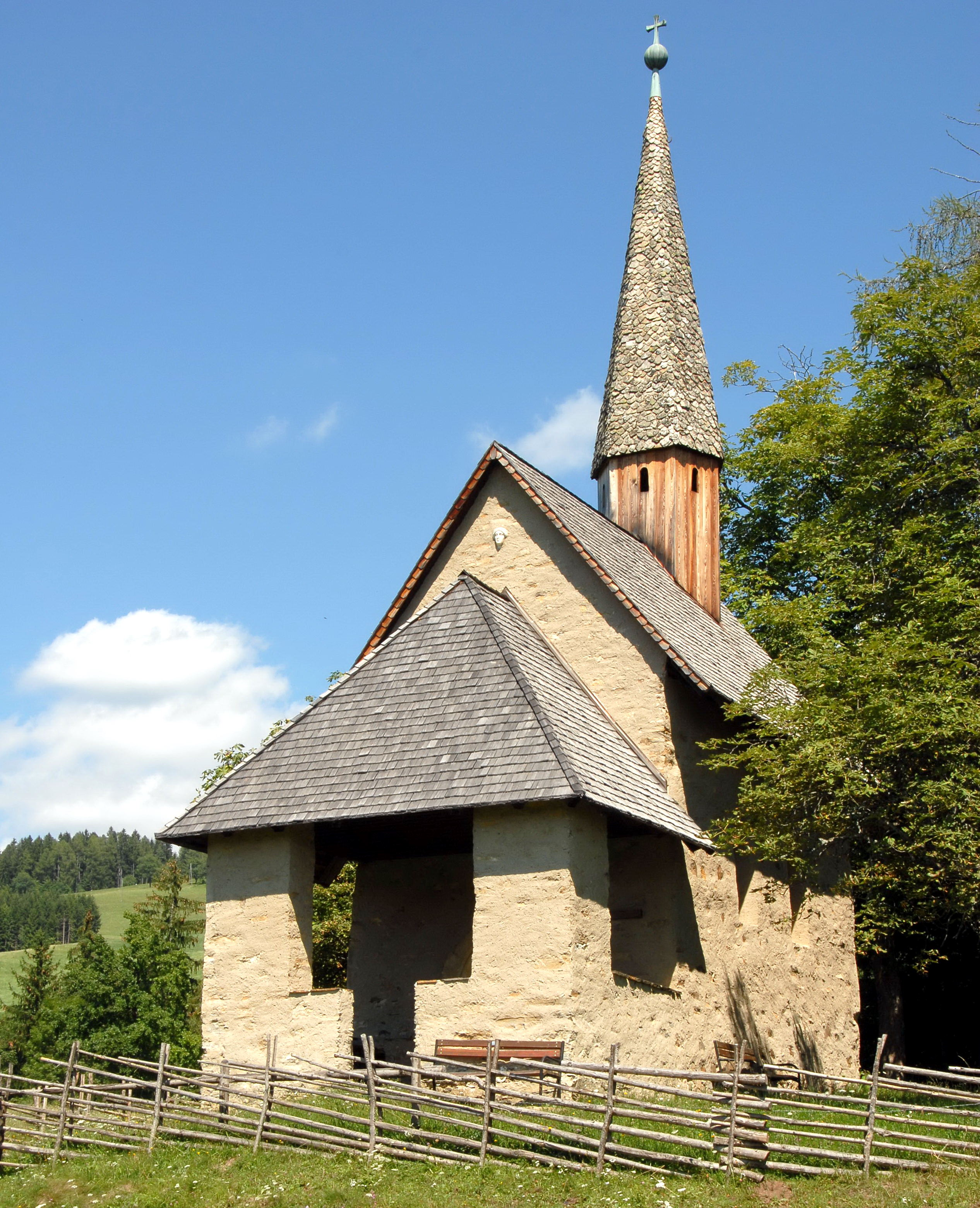
Filialkirche Sankt Lorenzen am Johannserberg
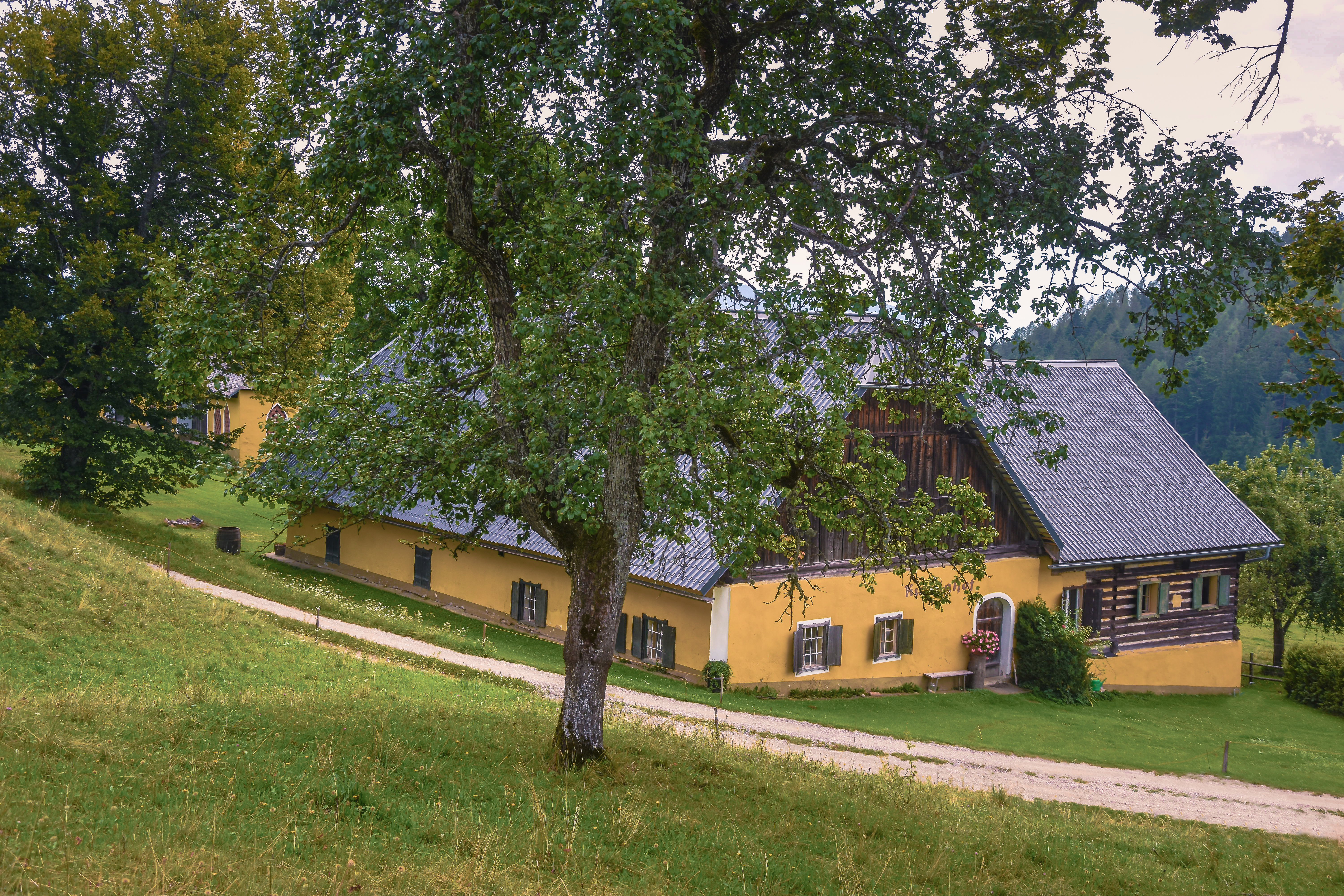
Kulnighof am Christofberg
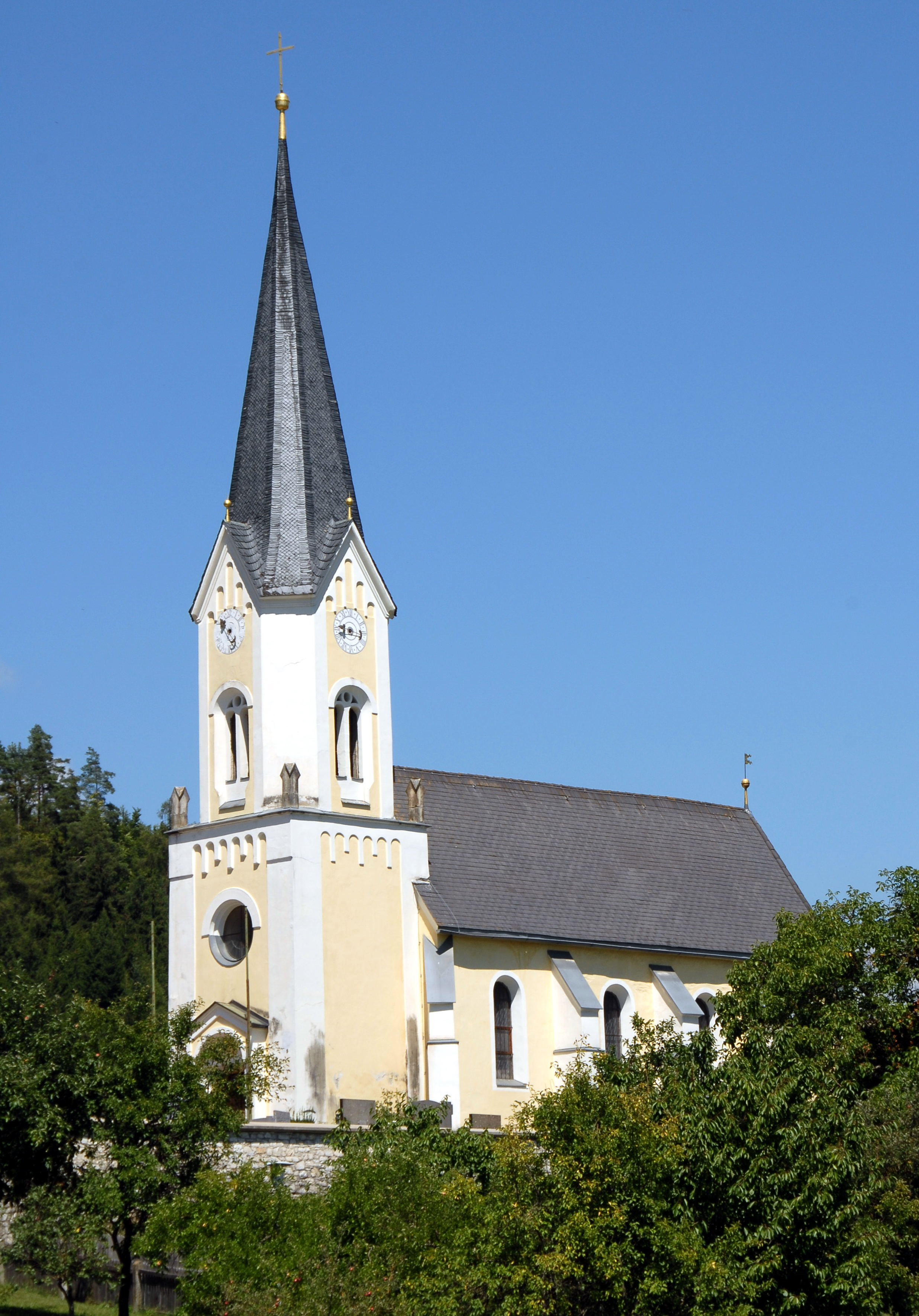
Pfarrkirche St. Filippen
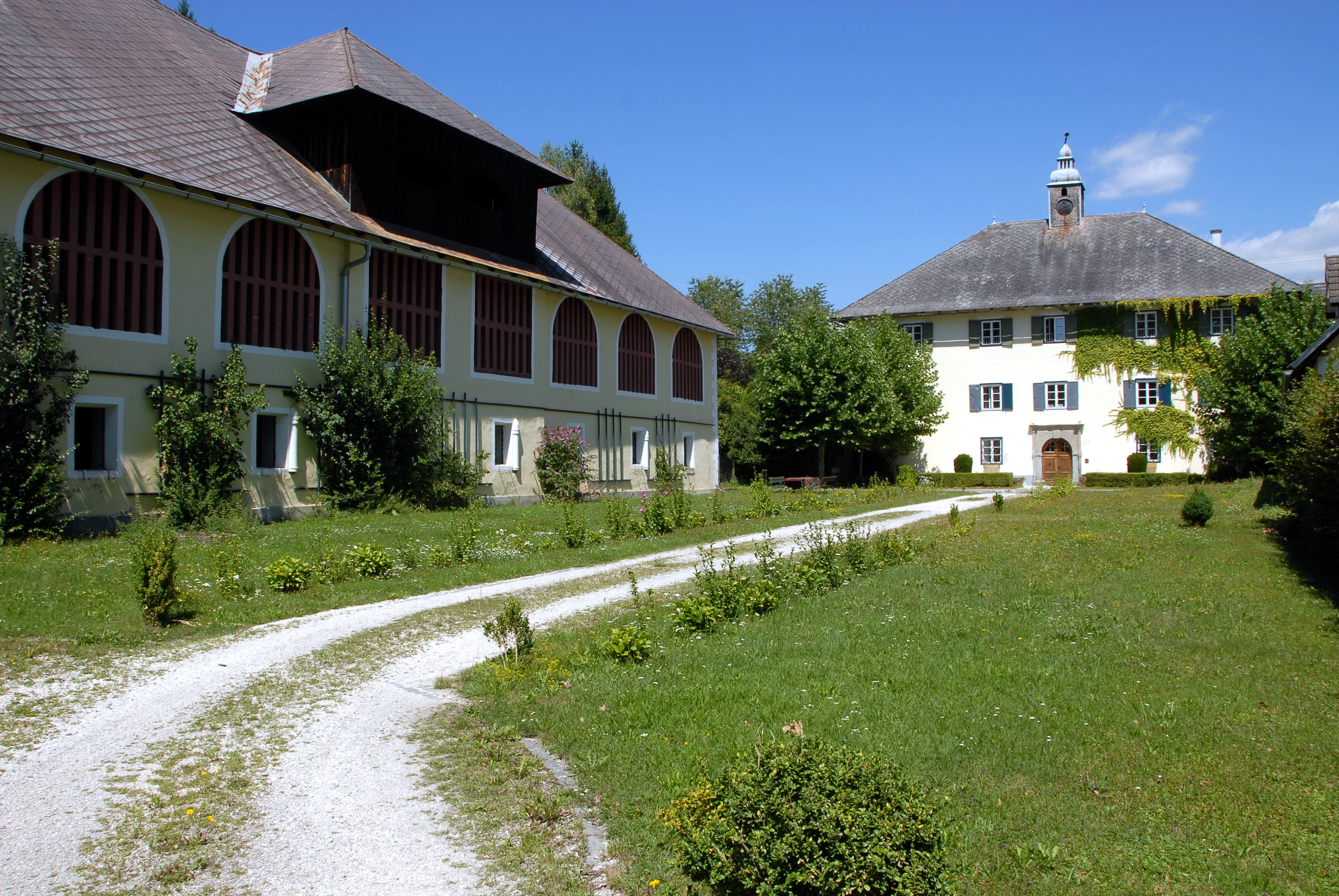
Schloss Eppersdorf
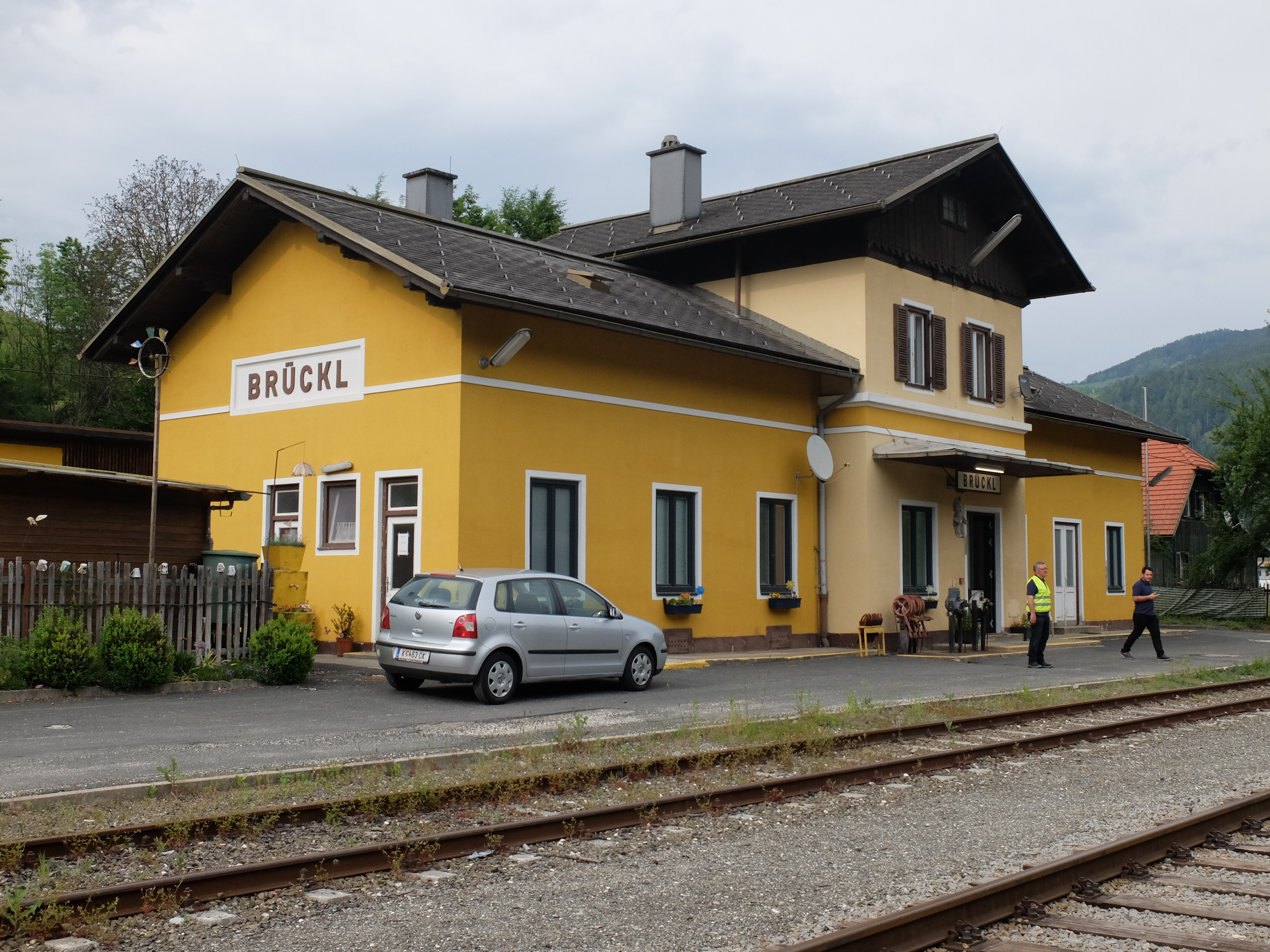
Bahnhofsgebäude

## Wirtschaft und Infrastruktur
In Brückl befinden sich mit dem Kettenwerk Brückl und der Donau Chemie, die am Standort eine Chloralkali-Elektrolyse betreibt, zwei größere Industriebetriebe.
Weitere Unternehmen der Marktgemeinde sind: Alois Markolin GmbH, Robitsch Obst&Gemüse/Kärnten Taufrisch, sowie Waldverband Kärnten GmbH.
Durch die Übernahme der Klagenfurter Senf-Manufaktur Wenger Senf durch die Familie Robitsch, wird das 2022 fertiggestellte Kompetenzzentrum für Obst und Gemüse um die Produktion von Senfprodukten erweitert.
Seit 1926 befindet sich die Altlast „Kalkdeponie Brückl I/II“, eine ehemalige Betriebsdeponie der Donau Chemie, in der ca. 230.000 m³ durch Chlorkohlenwasserstoffe in der Gemeinde. Im Rahmen der versuchten Bodensanierung des Geländes kam es bei der verbrennung des Materials im Zementwerk w&p Zement der Wietersdorfer-Gruppe zum so genannten HCB-Skandal im Görtschitztal. Seit 2017 wird eine Versiegelung der Deponie durchgeführt. Im Sommer 2022 wird das neu erbaute Verwaltungs- und Distributionszentrum der Donauchem GmbH in Betrieb gehen, welches um 10 Millionen Euro auf den ehemaligen Parkplätzen der Donau Chemie errichtet wurde. Ein weiteres Großprojekt der Donau Chemie ist auf Altlast-Flächen und landwirtschaftlichen Flächen südlich des Werkes geplant, auf welchen eine 10 Hektar große Freiflächen-Photovoltaikanlage entstehen soll. Damit soll ein Teil des Strombedarfs für die extrem energieintensive Membran-Elektrolyse gedeckt werden. Ein weiteres Brückler Unternehmen das den Ausbau des Selbstversorgungsgrades mit Sonnenenergie verantreibt ist das durch die Pewag GmbH betriebene Kettenwerk Brückl.
Die Verkehrsanbindung von Brückl erfolgt über die Landesstraßen Seeberg Straße (B 82; von Brückl nach St. Veit an der Glan im Westen und nach Völkermarkt im Südosten) und Görtschitztal-Straße (B 92; von Brückl nach Klagenfurt im Südwesten und ins Görtschitztal nach Norden). Die Eisenbahnverbindung von Launsdorf über Brückl ins Görtschitztal (Görtschitztalbahn) dient nur mehr dem Güterverkehr.
Durch Brückl verläuft auch der Kärntner Mariazellerweg.
2021 wurde ein flächendeckender Ausbau von Glasfaser im Görtschitztal gestartet. Brückl war im Februar 2022 die erste Gemeinde, welche eine Anschlussbereitschaft von 40 % der ortsansässigen Bevölkerung erreichte und war damit die erste ländliche Gemeinde Kärntens, in welcher breitenwirksam Glasfaser als „Fibre-to-the-Home“ umgesetzt wurde.

## Politik

### Gemeinderat
Der Gemeinderat besteht aus 19 Mitgliedern und setzt sich seit der Gemeinderatswahl 2021 wie folgt zusammen:
- 7 SPÖ
- 1 FLP
- 4 ÖVP
- 7 ALLE

### Bürgermeister
- 1904–1919 Karl Scheriau (keiner Partei zugehörig)[11]
- 1919–1925 Ulrich Mairitsch (Bauernbund)
- 1925–1928 Alois Smuck (Bauernbund)
- 1928–1933 Thomas Puff (Sozialdemokraten)
- 1933–1934 Alois Smuck (Bauernbund)
- 1934–1935 Franz Rescher (Nationaler Wirtschaftsblock und Landbund)
- 1935–1939 Adolf Petscharnig (ÖVP)
- 1939–1945 Karl Kraßnig (durch NSDAP-Ortsgruppe bestimmt)
- 1945–1946 Thomas Puff (SPÖ)
- 1946–1947 Adolf Zwesper (SPÖ)
- 1947–1950 Josef Wedenig (SPÖ)
- 1950–1954 Adolf Petscharnig (ÖVP)
- 1954–1974 Franz Oman (SPÖ)
- 1974–2015 Wolfgang Schaller (SPÖ)
- 2015–2021 Burkhard Trummer (SPÖ)[12]
- seit 2021 Harald Tellian (ALLE)[13]

### Gemeinderats- und Bürgermeisterwahl 2021
Für die Gemeinderats- und Bürgermeisterwahl am 28. Februar 2021 stellen sich vier Parteien auf: Neue Volkspartei Brückl – Team Jandl, Freie Liste Brückl, Wir für Alle – Liste Harald Tellian, sowie die SPÖ Brückl. Durch eine Spaltung der SPÖ Brückl in Verbindung mit der Enthebung des ehemaligen Vizebürgermeisters Harald Tellian, kam es zur Gründung der Bürgerliste Wir für Alle – Liste Harald Tellian, jener agierte zuletzt im Gemeinderat als wilder Mandatar. Die vormalige Bürgerliste ECHT wurde zur neuen Volkspartei Brückl und die FPÖ Brückl zur Freien Liste Brückl.
Die Wahl wird in drei Wahlsprengeln durchgeführt: Brückl-Ost (Gemeindeamt Brückl), Brückl-West (Neue Mittelschule Brückl) und St. Filippen, Gemeinschaftshaus St. Filippen.
Das Ergebnis der Gemeinderatswahl sah wie folgt aus. Die stärkste Kraft mit 36,63 % und 597 Stimmen wurde die SPÖ, knapp gefolgt von der Bürgerliste ALLE mit 32,09 % und 523 Stimmen. Drittstärkste Kraft wurde die ÖVP mit 22,70 % und 370 Stimmen. Die FLB vormals FPÖ stürzte auf 8,59 % ab und verlor damit auch den Platz im Gemeindevorstand.
Für die Bürgermeisterstichwahl am 14. März 2021 nominierten sich Burkhard Trummer (SPÖ) und Harald Tellian (ALLE). Im ersten Wahlgang ging Tellian mit 13 Stimmen Unterschied in Führung. Die Stichwahl konnte Tellian für sich entscheiden mit 936 Stimmen und 56,32 %.  Der seit 6 Jahren amtierende Bürgermeister Trummer kam auf 726 Stimmen und 43,68 %.

### Wappen
|  | Die amtliche Blasonierung des Gemeindewappens lautet: „Geteilter, oben gespaltener Schild. Oben vorn in Silber ein grüner Dreiberg, hinten in Rot zwischen silbernen Schrägrechtsbalken zwei gegeneinander ausgestreckte, blankgeharnischte Rechtsarme mit ineinander geschlossenen bloßen Händen. Unten in Silber zwei blaue Wellenbänder, von einem schwarzen Zahnrad überlegt.“ Der Dreiberg spielt auf die drei das Landschaftsbild bestimmenden Berge an: Granikogel (892 m) im Norden, Grabuschgupf (1221 m) im Osten und Lippekogel (1079 m) im Süden. Das Feld mit den zwei gepanzerten Armen steht für die Grafen Christalnigg, die seit dem 15. Jahrhundert in Brückl ansässig waren und später für die örtliche Eisenverarbeitung bestimmend waren. In der unteren Schildhälfte steht das Zahnrad für die seit dem Spätmittelalter durch die Hammerwerke genutzte Wasserkraft, die beiden Wellenbalken symbolisieren die Flüsse Gurk und Görtschitz. Wappen und Fahne wurden der Gemeinde am 2. September 1963 verliehen. Die Fahne ist Grün-Weiß-Blau mit eingearbeitetem Wappen. |

## Persönlichkeiten

### Söhne und Töchter der Gemeinde
- Martin Rapoldi (1880–1926), Politiker und Journalist